# Element prim
În matematică, în special în algebra abstractă, un element prim al unui inel comutativ este un obiect care satisface anumite proprietăți asemănătoare cu cele ale numerelor prime din numerele întregi și ale polinoamelor ireductibile⁠(d). Elementele prime se disting de elementele ireductibile, un concept care este același în inelele factoriale, dar nu același în general.

## Definiție
Un element p al unui inel comutativ R se spune că este prim dacă nu este elementul zero sau o unitate⁠(d) și ori de câte ori p divide ab pentru unele a și b în R, atunci p divide a sau p divide b. Cu această definiție, lema lui Euclid⁠(d) este afirmația că numerele prime sunt elemente prime în inelul numerelor întregi, Z. Echivalent, un element p este prim dacă și numai dacă idealul principal (p) generat de p este un ideal prim., rezultatul fiind valabil în general. (De reținut că într-un domeniu de integritate, idealul (0) este un ideal prim, dar 0 este o excepție în definiția elementului prim.)
Interesul pentru elementele prime vine din teorema fundamentală a aritmeticii, care afirmă că orice număr întreg diferit de zero poate fi scris în esență doar într-un singur mod ca 1 sau −1 înmulțit cu un produs al numerelor prime pozitive. Acest lucru a condus la studiul inelelor factoriale, care generalizează afirmația din numerele întregi.
A fi prim depinde de inelul în care este considerat un element; de exemplu, 2 este un element prim în Z, dar nu este prim în Z[i], inelul numerelor întregi gaussiene⁠(d), deoarece 2 = (1 + i)(1 − i) și 2 nu divide pe niciunul dintre factorii din dreapta.

## Conexiunea cu idealele prime
Un ideal I din inelul (cu unitate) R este prim dacă inelul factor R/I este un domeniu de integritate.
Într-un domeniu de integritate, un ideal principal diferit de zero este prim dacă și numai dacă este generat de un element prim.

## Elemente ireductibile
Elementele prime nu trebuie confundate cu elementele ireductibile. Într-un domeniu de integritate orice element prim este ireductibil, dar reciproca nu este adevărată în general. Totuși, în inelele factoriale, elementele prime și cele ireductibile sunt aceleași.

## Exemple
Următoarele sunt exemple de elemente prime din inele:
- numerele întregi ±2, ±3, ±5, ±7, ±11, ... în inelul numerelor întregi Z;
- numerele complexe (1 + i), 19 și (2 + 3i) în inelul numerelor întregi gaussiene Z[i];
- polinoamele x2 − 2 și x2 + 1 din Z[x], în inelul de polinoame⁠(d) din Z;
- 2 în inelul cât Z/6Z;
- x2 + (x2 + x) este prim, dar nu și ireductibil în inelul Q[x]/(x2 + x);
- în inelul perechilor de întregi Z2, (1, 0) este prim, dar nu și ireductibil (există (1, 0)2 = (1, 0));
- în inelul numerelor întregi algebrice {\displaystyle \mathbf {Z} [{\sqrt {-5}}],} elementul 3 este ireductibil, dar nu și prim (deoarece 3 divide pe {\displaystyle 9=(2+{\sqrt {-5}})(2-{\sqrt {-5}}),} dar nu divide niciunul din factorii din dreapta).